# Alan Whetton
Pas d'image ? Cliquez ici

a Compétitions nationales et continentales officielles uniquement.

b Matchs officiels uniquement.
Alan James Whetton dit AJ, né le 15 décembre 1959 à Auckland, est un joueur de rugby à XV néo-zélandais qui joue 65 matches (dont 35 tests matches) pour les All Blacks de 1984 à 1991. Il joue principalement troisième ligne aile mais aussi troisième ligne centre ou seconde ligne. Il mesurait 1,93 m et pesait 100 kg. Il est sensiblement plus petit et moins lourd que son frère jumeau Gary.

## Carrière
Alan Whetton et son frère jumeau Gary ont tous deux fait partie des All Blacks.
Alan évolue pour la province d'Auckland à partir de 1981 et pour l'Île du Nord en 1983. Il honore sa première cape avec les All Blacks en 1984.
En 1985 il fait la tournée des All Blacks en Argentine, puis est suspendu pour avoir fait une tournée interdite en Afrique du Sud au temps de l'apartheid. Il est de nouveau sélectionné avec les All Blacks en 1986 contre les Walabies.
En 1987, il  dispute les matches de la campagne des Blacks qui les a mené à la victoire lors de la Coupe du monde de 1987.
Il dispute des tests matches contre le pays de Galles et l'Australie en 1988, puis contre la France, l'Argentine et de nouveau l'Australie l’année suivante. Après d’autre tests matches en 1990 (dont deux victoires contre la France), il dispute la Coupe du monde de 1991 jusqu’à la demi-finale perdue contre les Wallabies.
Il termine sa carrière en 1992 avec la province d’Auckland avec laquelle il aura joué 150 matches.
Whetton fait une courte carrère d’entraîneur au Japon de 1996 à 1999.
Il est le no 6 néo-zélandais type. Il a formé avec Michael Jones et Wayne Shelford entre 1987 et 1989 une troisième ligne on ne peut plus complémentaire dont il ne fut pas l'élément le plus en vue mais certainement pas le moins efficace. Contraint par les exigences de son poste à la défense au ras et au combat devant, il n'en assurait pas moins un soutien constant aux quatre coins du terrain, ce qui en fit un marqueur prolifique en Coupe du monde 1987 (un essai par match sauf en finale contre la France).
Joueur régulier et jamais décevant (il fut ainsi le seul pourvoyeur en touche lors du nul contre l'Australie en 1988 et le meilleur avant Black lors de la Coupe du monde 1991), très solide et dur au mal (il a joué la majeure partie de sa carrière gêné par une blessure mal guérie à la cuisse), il fut pourtant titularisé assez tardivement chez les Blacks. Longtemps barré par Mark Shaw, il fut remplaçant durant trois saisons (1984-86) avant de devenir le titulaire attitré du poste à partir de la Coupe du monde, à presque vingt-huit ans (alors que Gary, son jumeau, fut un titulaire incontesté à vingt et un ans et demi).

## Palmarès
- Vainqueur de la Coupe du monde 1987
- Troisième de la Coupe du monde 1991

## Statistiques en équipe nationale
En huit années de 1984 à 1991, Alan Whetton dispute 35 matches avec les All Blacks au cours desquels il marque dix essais (40 points). Il participe notamment à deux Coupes du monde (en 1987 et 1991) pour un total de onze matches disputés,. Alan Whetton dispute trente autres matches avec les All Blacks, pour un total de 65 rencontres et 104 points.